# Liste der Grade-I-Bauwerke in West Midlands
| Lage des West Midlands County in England                                                |
| Gliederung von West Midlands                                                            |
| 1. Wolverhampton 2. Dudley 3. Walsall 4. Sandwell 5. Birmingham 6. Solihull 7. Coventry |

Diese Liste der Grade-I-Bauwerke in West Midlands nennt die Grade-I-Listed Buildings im County West Midlands nach Bezirken geordnet.
Von den rund 373.000 Listed Buildings in England sind rund 9000, also etwa 2,4 %, als Grade I eingestuft. Davon befinden sich etwa 64 in West Midlands.

## Birmingham
1. 122 and 124, Colmore Row, Birmingham, B3
2. 17 AND 19, Newhall Street, Birmingham, B3
3. 21, Yateley Road B15, Birmingham, B15
4. Aston Hall, Birmingham, B6
5. Cathedral Church of St Philip, Birmingham, B3
6. Church of St Agatha, Birmingham, B11
7. Church of St Edburgha, Birmingham, B33
8. Church of St Laurence, Birmingham, B31
9. Church of St Nicholas, Birmingham, B30
10. Church of St Paul, Birmingham, B3
11. Church of the Holy Trinity, Sutton Coldfield, Birmingham, B72
12. Curzon Street: The former Principal Building of the Birmingham Terminus for the London-Birmingham Ra, Birmingham, B4
13. Garden Wall and Gate Piers to Number 25, Birmingham, B17
14. Hall of Memory, Birmingham, B1
15. Lodges Linked by Flanking Walls to East Front of Aston Hall, Birmingham, B6
16. Mortuary Chapel at Handsworth Cemetery, Birmingham, B21
17. New Hall, Sutton Coldfield, Birmingham, B76
18. Parish Church of St Andrew, Birmingham, B21
19. School of Art, Birmingham City University, Birmingham, B3
20. Stable Range to North of Northern Lodge, Aston Hall, Birmingham, B6
21. The Homestead, Birmingham, B17
22. Town Hall, Birmingham, B3
23. Victoria Law Courts

## Coventry
1. Bablake School, Coventry, CV1
2. Cathedral of St Michael, Coventry, CV1
3. Church of All Saints, Coventry, CV5
4. Church of St Bartholomew, Coventry, CV3
5. Church of St John the Baptist, Coventry, CV1
6. Church of St Mary Magdalen, Coventry, CV2
7. City Gate, Coventry, CV1
8. City Wall to North of Swanswell Gate swanswell Gate, Coventry, CV1
9. Ford’s Hospital, Coventry, CV1
10. Holy Trinity Church, Coventry, CV1
11. Medieval Basement Below Numbers 38 and 39, Coventry, CV1
12. Number 22 (Cellarage Only), Coventry, CV1
13. Priory Ruins, Coventry, CV1
14. Remains of Caludon Castle, Coventry, CV2
15. Ruined Cathedral Church of St Michael, Coventry, CV1
16. St Mary’s Hall, Coventry, CV1
17. The Charterhouse, Coventry, CV1
18. The Old Grammar School (St John’s Hospital), Coventry, CV1
19. Whitefriars Museum, Coventry, CV1

## Dudley
1. Church of St John the Baptist, Dudley, B63
2. Dudley Castle, Dudley, DY1
3. Parish Church of St Thomas, Dudley, DY8
4. Priory Ruins, Dudley, DY1
5. St Mary’s Abbey Ruins, Manor Farm, Dudley, B62
6. The Leasowes (Halesowen Golf Club), Dudley, B62

## Sandwell
1. Galton Bridge Including Attached Railway Bridge Span, Roebuck Lane Birmingham Canal Birmingham Level, Sandwell, B66
2. West Bromwich Manor House, Sandwell, B71

## Solihull
1. 936, Warwick Road, Solihull, B91
2. Bakehouse at Castle Bromwich Hall, Castle Bromwich, Solihull, B36
3. Castle Bromwich Hall, Castle Bromwich, Solihull, B36
4. Church of Saint Alphege, Solihull, B91
5. Church of Saint John the Baptist, Berkswell, Solihull, CV7
6. Church of Saint John the Baptist, Saint Lawrence and Saint Anne, Solihull, B93
7. Church of Saint Mary and Saint Bartholomew, Hampton in Arden, Solihull, B92
8. Church of Saint Mary and Saint Margaret, Castle Bromwich, Solihull, B36
9. Church of Saint Peter, Bickenhill and Marston Green, Solihull, B92
10. Church of St Lawrence, Meriden, Solihull, CV7
11. Church of St Mary, Balsall, Solihull, B93
12. Grimshaw Hall, Solihull, B93

## Walsall
- keine Einträge

## Wolverhampton
- Church of St Peter, Wolverhampton, WV1
- Wightwick Manor, Wolverhampton, WV6